# Vòng loại Giải vô địch bóng đá thế giới 2010 – Khu vực châu Âu (Bảng 4)
Bài viết sau đây là tóm tắt của các trận đấu trong khuôn khổ bảng 4, vòng loại giải vô địch bóng đá thế giới 2010 khu vực châu Âu. Bảng đấu gồm sự góp mặt các đội Đức, Nga, Phần Lan, Wales, Azerbaijan và Liechtenstein.
Kết thúc vòng đấu, đội đầu bảng Đức giành vé trực tiếp tới Nam Phi. Đội nhì bảng Nga đi đấu vòng play-off.
| VT | Đội           | ST | T | H | B | BT | BB | HS  | Đ  | Giành quyền tham dự                     |     | Đức | Nga | Phần Lan | Wales | Azerbaijan | Liechtenstein |
| -- | ------------- | -- | - | - | - | -- | -- | --- | -- | --------------------------------------- | --- | --- | --- | -------- | ----- | ---------- | ------------- |
| 1  | Đức           | 10 | 8 | 2 | 0 | 26 | 5  | +21 | 26 | Giành quyền tham dự FIFA World Cup 2010 |     | —   | 2–1 | 1–1      | 1–0   | 4–0        | 4–0           |
| 2  | Nga           | 10 | 7 | 1 | 2 | 19 | 6  | +13 | 22 | Tiến vào vòng 2                         |     | 0–1 | —   | 3–0      | 2–1   | 2–0        | 3–0           |
| 3  | Phần Lan      | 10 | 5 | 3 | 2 | 14 | 14 | 0   | 18 |                                         |     | 3–3 | 0–3 | —        | 2–1   | 1–0        | 2–1           |
| 4  | Wales         | 10 | 4 | 0 | 6 | 9  | 12 | −3  | 12 |                                         | 0–2 | 1–3 | 0–2 | —        | 1–0   | 2–0        |               |
| 5  | Azerbaijan    | 10 | 1 | 2 | 7 | 4  | 14 | −10 | 5  |                                         | 0–2 | 1–1 | 1–2 | 0–1      | —     | 0–0        |               |
| 6  | Liechtenstein | 10 | 0 | 2 | 8 | 2  | 23 | −21 | 2  |                                         | 0–6 | 0–1 | 1–1 | 0–2      | 0–2   | —          |               |

## Kết quả
Lịch thi đấu được quyết định tại buổi họp giữa các đội được tổ chức tại Frankfurt, Đức vào ngày 10 tháng 1 năm 2008. Các trận đấu dự định diễn ra vào tháng 8 năm 2009 được đẩy lên sớm một tuần, chuyển từ ngày 19 tháng 8 tới ngày 12 tháng 8 năm 2009, được thông qua trong phiên họp của Ủy ban Điều hành của FIFA diễn ra vào ngày 27 tháng 5 năm 2008.
| Wales     | 1–0      | Azerbaijan |
| --------- | -------- | ---------- |
| Vokes 83' | Chi tiết |            |

| Liechtenstein | 0–6      | Đức                                                                                     |
| ------------- | -------- | --------------------------------------------------------------------------------------- |
|               | Chi tiết | Podolski 21', 48' · Rolfes 64' · Schweinsteiger 65' · Hitzlsperger 75' · Westermann 86' |

| Nga                                       | 2–1      | Wales      |
| ----------------------------------------- | -------- | ---------- |
| Pavlyuchenko 22' (ph.đ.) · Pogrebnyak 81' | Chi tiết | Ledley 67' |

| Azerbaijan | 0–0      | Liechtenstein |
| ---------- | -------- | ------------- |
|            | Chi tiết |               |

| Phần Lan                                   | 3–3      | Đức                 |
| ------------------------------------------ | -------- | ------------------- |
| Johansson 33' · Väyrynen 43' · Sjölund 53' | Chi tiết | Klose 38', 45', 83' |

| Phần Lan             | 1–0      | Azerbaijan |
| -------------------- | -------- | ---------- |
| Forssell 61' (ph.đ.) | Chi tiết |            |

| Wales                          | 2–0      | Liechtenstein |
| ------------------------------ | -------- | ------------- |
| Edwards 42' · Frick 80' (l.n.) | Chi tiết |               |

| Đức                       | 2–1      | Nga          |
| ------------------------- | -------- | ------------ |
| Podolski 9' · Ballack 28' | Chi tiết | Arshavin 51' |

| Nga                                                  | 3–0      | Phần Lan |
| ---------------------------------------------------- | -------- | -------- |
| Pasanen 23' (l.n.) · Lampi 65' (l.n.) · Arshavin 88' | Chi tiết |          |

| Đức            | 1–0      | Wales |
| -------------- | -------- | ----- |
| Trochowski 72' | Chi tiết |       |

| Nga                             | 2–0      | Azerbaijan |
| ------------------------------- | -------- | ---------- |
| Pavlyuchenko 32' · Zyryanov 71' | Chi tiết |            |

| Wales | 0–2      | Phần Lan                   |
| ----- | -------- | -------------------------- |
|       | Chi tiết | Johansson 42' · Kuqi 90+1' |

| Đức                                                        | 4–0      | Liechtenstein |
| ---------------------------------------------------------- | -------- | ------------- |
| Ballack 4' · Jansen 9' · Schweinsteiger 48' · Podolski 50' | Chi tiết |               |

| Liechtenstein | 0–1      | Nga          |
| ------------- | -------- | ------------ |
|               | Chi tiết | Zyryanov 38' |

| Wales | 0–2      | Đức                               |
| ----- | -------- | --------------------------------- |
|       | Chi tiết | Ballack 11' · Williams 48' (l.n.) |

| Azerbaijan | 0–1      | Wales       |
| ---------- | -------- | ----------- |
|            | Chi tiết | Edwards 42' |

| Phần Lan                     | 2–1      | Liechtenstein |
| ---------------------------- | -------- | ------------- |
| Forssell 33' · Johansson 71' | Chi tiết | Frick 13'     |

| Phần Lan | 0–3      | Nga                               |
| -------- | -------- | --------------------------------- |
|          | Chi tiết | Kerzhakov 26', 53' · Zyryanov 71' |

| Azerbaijan | 0–2      | Đức                            |
| ---------- | -------- | ------------------------------ |
|            | Chi tiết | Schweinsteiger 11' · Klose 53' |

| Azerbaijan   | 1–2      | Phần Lan                    |
| ------------ | -------- | --------------------------- |
| Məmmədov 49' | Chi tiết | Tihinen 74' · Johansson 85' |

| Nga                                                       | 3–0      | Liechtenstein |
| --------------------------------------------------------- | -------- | ------------- |
| V. Berezutski 17' · Pavlyuchenko 40' (ph.đ.), 45' (ph.đ.) | Chi tiết |               |

| Liechtenstein | 1-1      | Phần Lan             |
| ------------- | -------- | -------------------- |
| Polverino 75' | Chi tiết | Litmanen 74' (ph.đ.) |

| Đức                                                 | 4-0      | Azerbaijan |
| --------------------------------------------------- | -------- | ---------- |
| Ballack 14' (ph.đ.) · Klose 55', 65' · Podolski 71' | Chi tiết |            |

| Wales       | 1-3      | Nga                                                |
| ----------- | -------- | -------------------------------------------------- |
| Collins 53' | Chi tiết | Semshov 36' · Ignashevich 71' · Pavlyuchenko 90+1' |

| Phần Lan                    | 2–1      | Wales       |
| --------------------------- | -------- | ----------- |
| Porokara 5' · Moisander 77' | Chi tiết | Bellamy 17' |

| Nga | 0–1      | Đức       |
| --- | -------- | --------- |
|     | Chi tiết | Klose 35' |

| Liechtenstein | 0–2      | Azerbaijan                 |
| ------------- | -------- | -------------------------- |
|               | Chi tiết | Javadov 55' · Məmmədov 82' |

| Azerbaijan  | 1–1      | Nga          |
| ----------- | -------- | ------------ |
| Javadov 54' | Chi tiết | Arshavin 13' |

| Đức          | 1–1      | Phần Lan      |
| ------------ | -------- | ------------- |
| Podolski 90' | Chi tiết | Johansson 11' |

| Liechtenstein | 0–2      | Wales                    |
| ------------- | -------- | ------------------------ |
|               | Chi tiết | Vaughan 16' · Ramsey 80' |

## Cầu thủ ghi bàn
| Vị trí | Cầu thủ                | Đội tuyển  | Số bàn |
| ------ | ---------------------- | ---------- | ------ |
| 1      | Miroslav Klose         | Đức        | 7      |
| 2      | Lukas Podolski         | Đức        | 6      |
| 3      | Jonatan Johansson      | Phần Lan   | 5      |
| 3      | Roman Pavlyuchenko     | Nga        | 5      |
| 5      | Michael Ballack        | Đức        | 4      |
| 6      | Bastian Schweinsteiger | Đức        | 3      |
| 6      | Andrei Arshavin        | Nga        | 3      |
| 6      | Konstantin Zyryanov    | Nga        | 3      |
| 9      | Vagif Javadov          | Azerbaijan | 2      |
| 9      | Elvin Mammadov         | Azerbaijan | 2      |
| 9      | Mikael Forssell        | Phần Lan   | 2      |
| 9      | Aleksandr Kerzhakov    | Nga        | 2      |
| 9      | David Edwards          | Wales      | 2      |

1 bàn
| Phần Lan - Shefki Kuqi - Jari Litmanen - Niklas Moisander - Roni Porokara - Daniel Sjölund - Hannu Tihinen - Mika Väyrynen Đức - Thomas Hitzlsperger - Marcell Jansen - Simon Rolfes - Piotr Trochowski - Heiko Westermann | Liechtenstein - Mario Frick - Michele Polverino Nga - Vasili Berezutski - Sergei Ignashevich - Pavel Pogrebnyak - Igor Semshov Wales - Craig Bellamy - James Collins - Joe Ledley - Aaron Ramsey - David Vaughan - Sam Vokes | Phản lưới nhà - Petri Pasanen (trong trận gặp Nga) - Veli Lampi (trong trận gặp Nga) - Mario Frick (trong trận gặp Wales) - Ashley Williams (trong trận gặp Đức) |

## Lượng khán giả
| Đội tuyển     | Cao nhất | Thấp nhất | Trung bình |
| ------------- | -------- | --------- | ---------- |
| Azerbaijan    | 26.728   | 12.000    | 22.046     |
| Phần Lan      | 37.150   | 14.000    | 26.195     |
| Đức           | 65.607   | 35.369    | 48.069     |
| Liechtenstein | 6.021    | 1.635     | 3.665      |
| Nga           | 72.100   | 21.000    | 42.020     |
| Wales         | 26.064   | 13.356    | 18.727     |